# Хижняково
Хижняково (укр. Хижнякове), село, 
Резниковский сельский совет,
Волчанский район,
Харьковская область.
Код КОАТУУ — 6321686808. Население по переписи 2001 года составляет 0 человек.

## Географическое положение
Село Хижняково находится в верховьях балки Бударский Яр, по которой протекает пересыхающий ручей, этот ручей через 11 км впадает в реку Волчья, на расстоянии в 2 км расположены сёла Лошаково, Лукашово, Резниково.

## История
- 1694 - дата основания.

## Экономика
- В селе есть молочно-товарная ферма.